# گرابن گولن
گرابن گولن (به انگلیسی: Grabben Gullen) یک منطقه مسکونی در استرالیا است که در نیو ساوت ولز واقع شده‌است.